# Aston Martin V8 Vantage
L'Aston Martin V8 Vantage est une automobile de grand tourisme du constructeur Aston Martin produite à partir de 2005. Elle est remplacée par la Vantage en 2018.

## Design
Dans le même esprit que son prédécesseur, les traits de la V8 Vantage sont directement hérités de la DB7.
Équipée de la calandre en « T » inversé marquant son appartenance à la marque, cette V8 Vantage se démarque par d'imposantes optiques de phares avant, soulignées par un chapelet de petites LED qui servent aussi le jour. Les optiques sont intégrées dans la ligne de ce coupé et suivent le profil effilé du capot. En ce qui concerne les optiques de feux arrière, ce sont ceux de sa « grande sœur », l'Aston Martin DB9. On remarque par ailleurs une signature stylistique, désormais sur l'ensemble de la gamme : les ailes avant sont balafrées d'une « flèche chromée ». 
L'intérieur est sportif et confortable : la position de conduite particulièrement basse. Petit détail par ailleurs côté compte-tours : ce dernier est inversé et effectue sa course dans le sens inverse des aiguilles d'une montre. L'Aston Martin V8 Vantage ne démarre pas avec une clé, mais par l'intermédiaire d'une « Emotion Control Unit » faite de verre et d'acier. Sur la version 2005, cette clé était en fait un bouton central sur le tableau de bord, mais sur la version 2008, il s'agit réellement d'une « sorte » de clé qu'on insère dans une fente et que l'on maintient quelques secondes pour démarrer. Le message « Power, Beauty, Soul » apparait alors sur la console centrale. Le cuir habille l'ensemble de l'habitacle ; le pédalier est en aluminium de même pour les quelques inserts, se mariant agréablement avec l'anthracite des garnissages. L'ergonomie n'est pas non plus négligée : la disposition des boutons de réglages et le GPS a été revue dans cette version 2009. Le coffre offre un volume de 300 dm3.
Construite sur la plateforme VH (pour « vertical/horizontal platform »), un châssis en aluminium extrudé, constitué de pièces rivetées ou collées selon une technique utilisé dans l’aérospatiale, raccourci pour l’occasion, la nouvelle V8 Vantage est particulièrement compacte, avec ses 4,38 mètres de long, ses 1,86 m de large pour une hauteur de 1,25 m.
Le dessin de l'Aston Martin Vantage est le travail du designer Henrik Fisker.

## Performances
L'Aston Martin V8 Vantage s'est vu offrir une nouvelle configuration moteur en 2008, ainsi désormais équipée d'un moteur de 4,7 L. Le précédent moteur de 4,3 L manquait de couple à bas régime, ce qui est corrigé sur cette nouvelle version.
La dénomination de ce coupé Aston indique immédiatement ce qui se trouve sous le capot : il s'agit bien d'un moteur 8 cylindres en V de 4 735 cm3 adoptant une position longitudinale avant, développant pas moins de 420 ch à 7 000 tr/min pour un couple de 470 N m à 5 750 tr/min. Le couple a ainsi bondi de près de 60 N m, pour le même régime moteur. Le moteur sonne grave, un son très caractéristique des Aston Martin actuelles. Grâce à son châssis tout en aluminium composite pour un poids total de 1 570 kg, soit plus de 200 kg de moins que la DB9, l'Aston Martin V8 Vantage effectue le 0 à 100 km/h en 4,8 s, soit 0,2 s de moins que la version 2005. Des performances qui permettent à cette Aston d'atteindre une vitesse maximale de 288 km/h.
Aston Martin, pour cette version 2009, a opté pour un nouveau combiné ressorts/amortisseurs qui s'avèrent plus fermes : de 11 % pour l'avant et de 5 % à l'arrière de plus en rigidité. La gestion de la boîte robotisée Sportshift suit également quelques modifications pour lui octroyer une plus grande rapidité tout en douceur. Les ingénieurs d'Aston Martin affirment que les phases d'embrayage et de débrayage se font de façon plus progressive grâce à une plus grande rapidité des calculs.

## Finitions

### Séries spéciales
- Red Bull Racing
- Great Britain Edition
- Swedish Forest Edition
- Blades Edition
- N430 Startstone Edition

## Aston Martin V8 Vantage Roadster
Comme le veut une longue tradition, Aston Martin a présenté la version décapotable de la Vantage, qui contrairement à la tradition est sobrement nommée « Aston Martin V8 Vantage Roadster » et non « Volante ». En pressant un bouton situé sur la console centrale, il lui faudra 18 secondes pour ouvrir ou rabattre la capote en toile, cela même en roulant jusqu'à 50 km/h. Le coffre offre désormais un volume de chargement de 144 dm3 soit 166 de moins que le coupé. Cette Aston cabriolet profite d'un châssis assez rigide qui absorbe bien les vibrations. Le Roadster reprend le V8 4,3 L du coupé. Fort de 385 ch, il profite également d'un couple de 410 N m disponible à 5 000 tr/min. Ce modèle est disponible depuis avril 2007 avec deux transmissions : une boîte manuelle à six rapports et une boîte robotisée inédite également à six rapports. Le 0 à 100 km/h est effectué en 5,1 s malgré cette fois ci les 1 710 kg, soit 88 kg de plus que la version coupé de 2005.

## Aston Martin V8 Vantage N400
L'édition spéciale Aston Martin V8 Vantage N400 commémore les exploits d'Aston Martin sur le  légendaire Nürburgring pendant les deux dernières années et est également synonyme de renouveau créatif pour Aston Martin. La Vantage N400 inclut un certain nombre de mises à niveau techniques comme sur le châssis (ressorts plus fermes, amortisseurs Bilstein ...). Côté motorisation, le V8 4,3 L développe 400 ch et propulse la N400 avec 418 N m. Le nom de la N400 est alors plus compréhensible : « N » pour Nürburgring et « 400 » pour la puissance développée par le moteur.
La N400 se voit attribuer trois coloris spécifiques : un orange Karrussell Orange, le noir Bergwerk et le gris Lightning. L'intérieur quant à lui est uniquement proposé en noir ; seule la couleur des surpiqures est au choix. La N400 se dote d'un pack Sport octroyant à l'acquéreur différents réglages sur mesure. Ce pack intègre des roues en aluminium fini au graphite pour leur légèreté, des ressorts et des amortisseurs retravaillés et une nouvelle barre antiroulis mais uniquement pour le coupé. Les nouvelles roues prennent de l'importance : elles réduisent la masse non suspendue de façon importante. L'accélération du rythme entraîne l'augmentation de la rétroaction de la direction, tandis que le N400 devient plus sensible, avec beaucoup moins de roulement de caisse.
La Vantage N400 cultive sa rareté : uniquement 480 modèles ont été produites (240 coupés et 240 roadsters). Par ailleurs, une plaque numérotée logée sur le pas de portières est installé sur chaque véhicule.

## Aston Martin V8 Vantage GT2

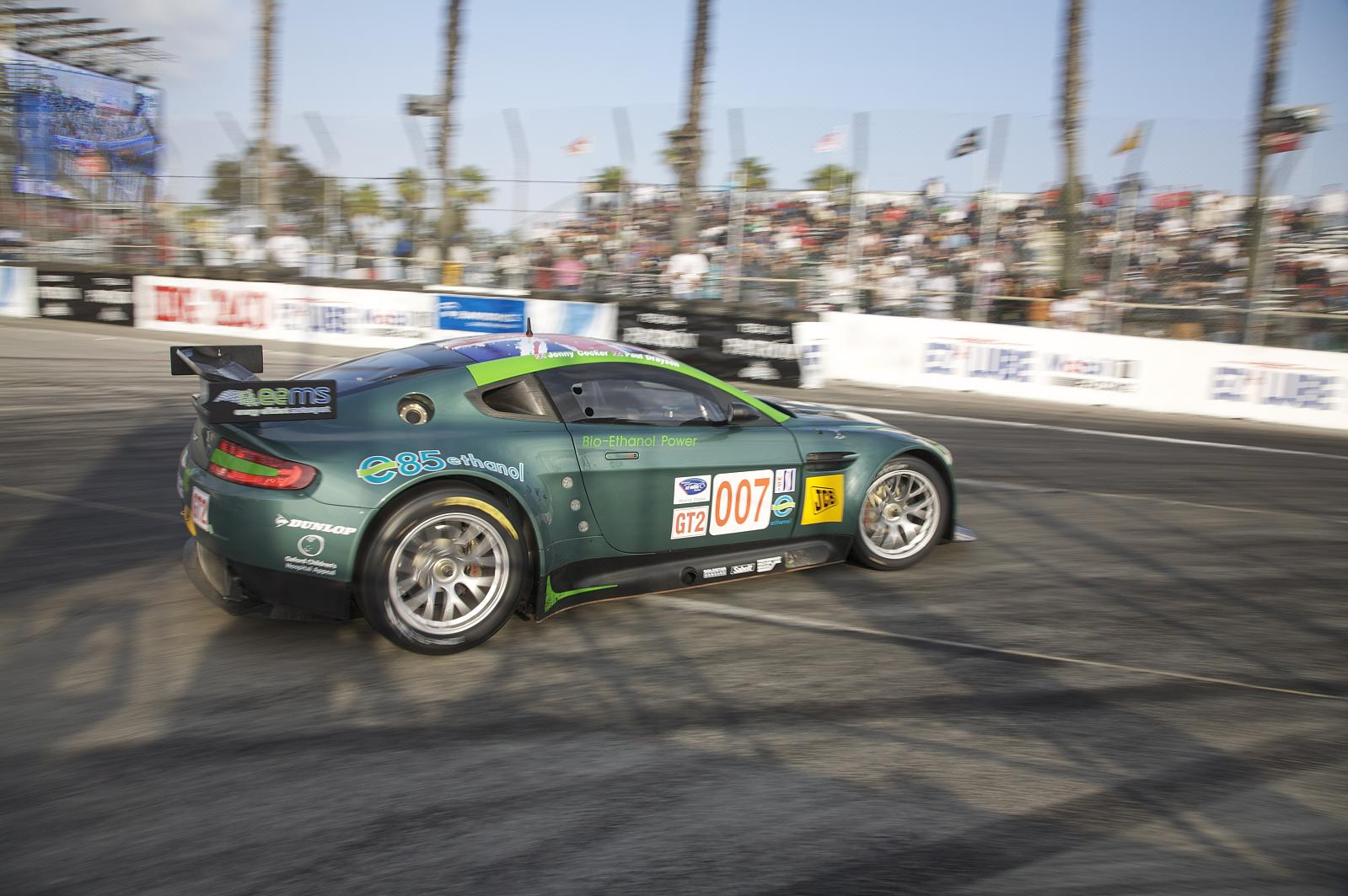
Première apparition de la V8 Vantage GT2 de Drayson-Barwell, sur le circuit de Long Beach pour le championnat American Le Mans Series 2008.

Faisant son apparition en 2008, la V8 Vantage GT2 est la plus puissante version de course de la famille V8 Vantage. Conçue pour répondre aux réglementations GT2 de la FIA et de l'ACO, la Vantage est à ses débuts uniquement engagée par des écuries privées dans les championnats FIA GT, American Le Mans Series, Le Mans Series ainsi qu'à la course des 24 Heures du Mans. La V8 Vantage GT2 a été modifiée afin de fonctionner aussi bien à l'éthanol E85 qu'au carburant de course normal, en fonction des compétitions.
L'Aston Martin V8 Vantage GT2 fit sa première apparition en course sur le circuit de Long Beach pour le championnat American Le Mans Series 2008, pilotée par Paul Drayson, un ministre d'État du Royaume-Uni et par Jonny Cocker, le champion British GT en 2004. La voiture fonctionnait alors à l'aide du carburant E85.

## Aston Martin V8 Vantage GT8
En 2016, Aston Martin lance une édition spéciale de sa V8 Vantage. Appelée GT8, c'est une série spéciale limitée à 150 exemplaires. De par l'utilisation de titane, de fibre de carbone et de polycarbonate, le poids de l'engin baisse de 100 kg. Concernant le moteur, sa cylindrée n'évolue pas mais sa puissance passe à 446 ch soit une hausse de 10 ch.

### Compétition
En décembre 2016, l'écurie R-Motorsport qui représente Aston Martin Racing en Europe envisage d'engager une Aston Martin V8 Vantage GT8 aux 12 Heures de Bathurst 2017. La voiture serait engagée dans la catégorie invitation et pilotée par Darren Turner, Markus Lungstrass et Florian Kamelger, qui est également l'un des propriétaires de l'équipe. Le 19 décembre, jour de clôture des inscriptions à la course, l'Aston Martin de R-Motorsport figure sur la liste des engagés avec le numéro cinquante. L'Aston Martin porte finalement le numéro soixante-seize ; elle termine la course à la vingt-sixième place du classement général et à la cinquième place de sa catégorie.